# Aerocycle
Aerocycle est une entreprise canadienne spécialisée dans le démantèlement et la gestion complète d’avions en fin de vie. Ses services incluent la décontamination, le démontage et la destruction des aéronefs en vue de récupérer, réutiliser ou recycler les pièces et les composants. Elle exerce ses activités à l’Aérocité internationale de Mirabel (YMX) située à l’Aéroport international Montréal-Mirabel, en banlieue de Montréal, dans la province de Québec, au Canada.
Aerocycle est la seule entreprise spécialisée dans le recyclage d’avions au Canada.

## Histoire
Aerocycle naît en 2013 en proposant à l'industrie aéronautique canadienne un service alors inexistant dans le pays : le recyclage d'avions en fin de vie. Elle démarre son activité par le démantèlement de deux Airbus A310 vétustes d’Air Transat à l’Aéroport international Montréal-Mirabel. L’équipe recycle et réutilise 87 % des deux avions,,,,,. Cette même année, le Conseil des entreprises en technologies environnementales du Québec (CETEQ) décerne à Aerocycle le prix EnviroLys dans la catégorie "Innovation et protection de l’environnement" pour le démantèlement des deux Airbus A310 en fin de vie.
À la suite de ce projet pilote, Aerocycle est officiellement fondée, en 2014, par Ron Haber, Marc Tremblay, Richard Desjardins et Michel Dumont. Le projet permet également à Air Transat de remporter en 2014 le Grand Prix Novae de l’Entreprise citoyenne pour le démantèlement écoresponsable de ses avions Airbus A310, ainsi que le Trophée de l’Innovation Tourisme durable,.
En 2019, Aerocycle devient la première entreprise canadienne de démantèlement d’avions en fin de vie à obtenir les homologations de l’AFRA et de l’ASA-100. L’entreprise compte alors 14 employés.

## Homologations
Aerocycle possède deux homologations obtenues auprès de l’AFRA et de l’ASA,. 